# فيلي لين
فيلي لين (بالفنلندية: Ville Laine)‏ هو لاعب هوكي الجليد فنلندي، ولد في 25 فبراير 1989 في تامبيري في فنلندا.

## وصلات خارجية
- فيلي لين على موقع EliteProspects.com (الإنجليزية)
- فيلي لين على موقع HockeyDB.com (الإنجليزية)